# 宁陕齿突蟾
宁陕齿突蟾（学名：Scutiger ningshanensis）为锄足蟾科齿突蟾属的两栖动物，是中国的特有物种。分布于陕西等地。该物种的模式产地在宁夏、陕西。